# Silvia Kesselheim
Silvia Kesselheim (* 21. Juli 1942 in Hamburg; † 28. April 2009 ebenda) war eine deutsche Tänzerin.

## Leben
Sie erhielt ihre Tanzausbildung an der Opern-Ballettschule ihrer Heimatstadt sowie an der Royal Ballet School in London. Ihr erstes Engagement  trat sie 1960/61 am Staatsopernballett der Hamburgischen Staatsoper an. Von 1961 bis 1965 tanzte sie beim Stuttgarter Ballett unter John Cranko und von 1965 bis 1971 an der Deutschen Oper Berlin, wo sie der Musikkritiker Klaus Geitel 1967 würdigte.
Ihre nächsten Stationen waren 1971/72 die Deutsche Oper am Rhein und von 1972 bis 1975 das Tanztheater des Gerhard Bohner in Darmstadt. Danach trat sie nur noch gastweise in Bohners Produktionen auf. Sie kreierte zahlreiche Rollen in Bohners Balletten, darunter Die Befristeten, Quartett auf das Ende der Zeit (beide 1969), Die Folterungen der Beatrice Cenci (1970) und Lilith (1972).
Seit 1983 war sie Tänzerin beim Tanztheater Wuppertal von Pina Bausch. Sie wirkte an der Entstehung von Auf dem Gebirge hat man ein Geschrei gehört und Viktor mit und wurde häufig von Pina Bausch für Wiederaufnahmen besetzt. Großen Erfolg hatte sie als  Anna I in Die sieben Todsünden, wo sie auch ihre gesanglichen und musikalischen Fähigkeiten unter Beweis stellte. Später geriet sie in Vergessenheit, die Tanzwelt erfuhr von ihrem Tod nichts.